# Застава Костарике
Застава Костарике је усвојена 27. новембра 1906. Застава је дизајнирана 1848. када је Костараика напустила Средњоамеричку Федерацију. Плава је симбол неба, наде, идеализма и очувања. Бела представља мир, мудрост и срећу; а црвена крв проливену у борби за независност али и широкогрудност народа.